# 1249-1240 v.Chr.

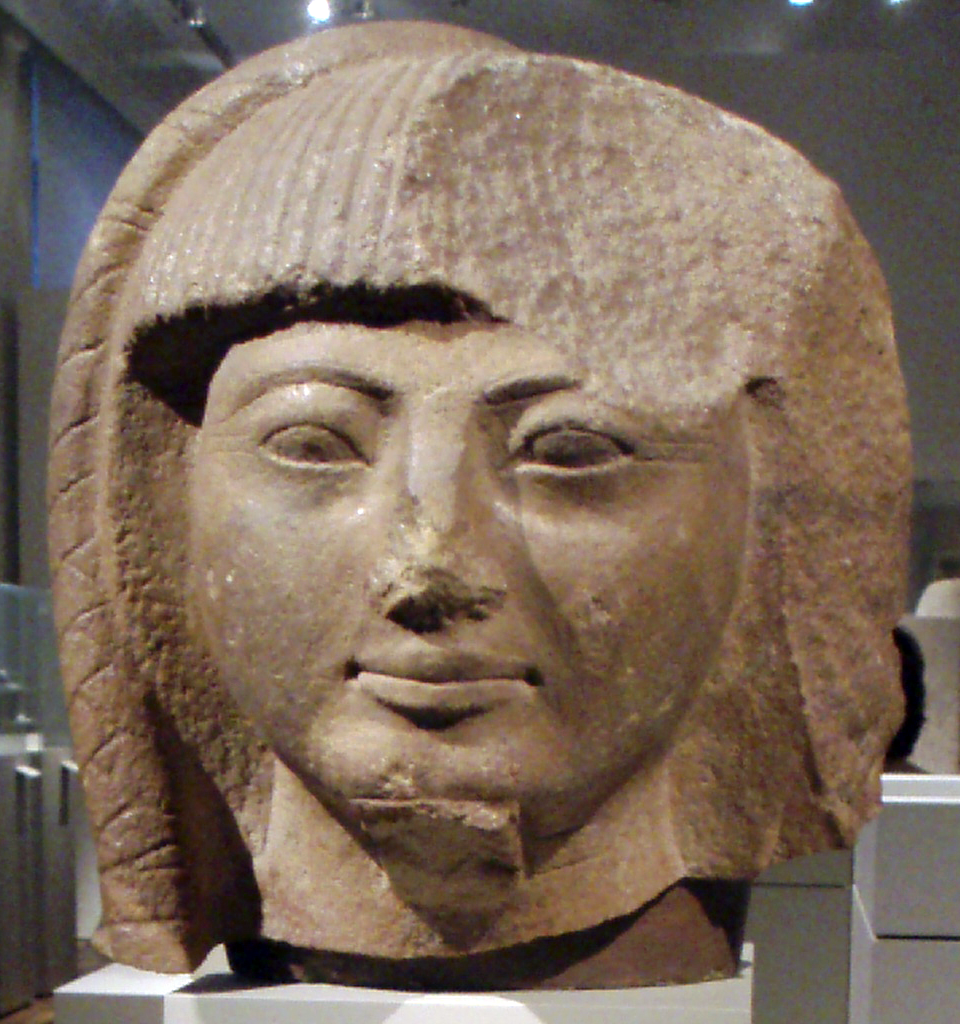
Khaemwaset

De jaren 1249-1240 v.Chr. (van de christelijke jaartelling) zijn een decennium in de 13e eeuw v.Chr..

## Gebeurtenissen

### Assyrië
- 1245 v.Chr. - Koning Tukulti-Ninurta I (1245-1196 v.Chr.) regeert over het Assyrische Rijk.
- 1244 v.Chr. - Tukulti-Ninurta I sluit een alliantie met Untash-Napirisha van het koninkrijk Elam.
- 1242 v.Chr. - Koning Kashtiliash IV van Kar-Duniash wordt door Tukulti-Ninurta I bedreigd.

### Griekenland
- 1242 v.Chr. - Koning Atreus (1242-1237 v.Chr.) heerser van Mycene.

### Anatolië
- Rond 1240 v.Chr. werd Troje zwaar getroffen. Carl Blegen weet dit aan een aardbeving, maar thans betwijfelt men dit. Vooral de citadel werd getroffen.

### Israël
- 1240 v.Chr. - De Israëlieten veroveren Kanaän in de Levant.

### Egypte
- 1240 v.Chr. - Prins Khaemwaset, de vierde zoon van farao Ramses II wordt kroonprins.

<< · 1299-1290 · 1289-1280 · 1279-1270 · 1269-1260 · 1259-1250 · 1249-1240 · 1239-1230 · 1229-1220 · 1219-1210 · 1209-1200 · >>